# گبریل یونیون
گَبْریِل یونیون (به انگلیسی: Gabrielle Union) (زاده ۲۹ اکتبر ۱۹۷۲) بازیگر و مدل سابق آمریکایی است.
از فیلم‌های معروف او می‌توان به فیلم پسران بد ۲، او همه چیز تمام است، کادیلاک رکوردز، دویدن با قیچی، ملاقات دیو، تعدی، آن را روشن کنید، اعمال خوب و مجموعه تلویزیونی فلش فوروارد اشاره کرد.